# Circus cyaneus
L'albanella reale (Circus cyaneus (Linnaeus, 1766)) è un uccello rapace della famiglia degli Accipitridi diffuso in Europa e in Asia settentrionale e centrale.

## Descrizione

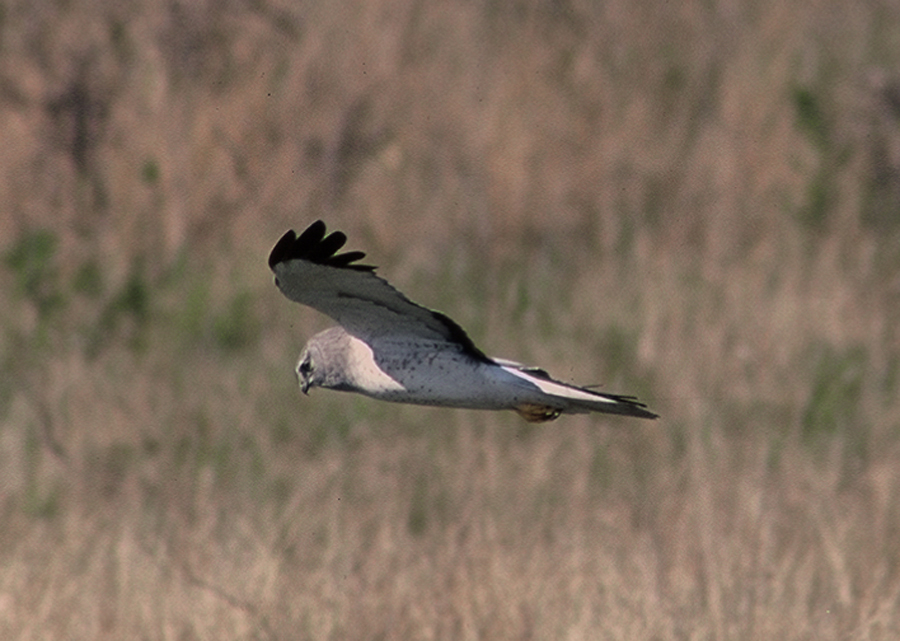
Maschio adulto.

### Dimensioni
Misura 42-50 cm di lunghezza, per un peso di 300-400 g nel maschio e di 370-708 g nella femmina; l'apertura alare è di 100-121 cm.

### Aspetto
Di media grandezza, è l'albanella più nordica del Paleartico Occidentale. In ogni classe d'età e sesso ha sempre le copritrici caudali superiori bianche. Gli adulti presentano dimorfismo sessuale nel piumaggio; la femmina è molto più grande del maschio e ha l'ala proporzionalmente più larga. Il maschio alla prima estate è facilmente identificabile. I piumaggi giovanili nei due sessi sono quasi uguali e sono molto simili a quello della femmina adulta. Negli individui posati la punta delle ali è più corta dell'estremità della coda. La cera varia dal giallo verdastro al giallo, le zampe sono giallo arancio e il becco è nero.
Nel maschio il capo, il dorso e le copritrici superiori dell'ala variano dal grigio chiaro al grigio. Negli individui di ogni età è presente un'area marroncina sulla nuca. Le sei primarie esterne sono nere; le quattro interne e le secondarie variano dal grigio chiaro al grigio, con le punte nere sul vessillo interno a formare una banda nera lungo il margine posteriore del sottoala. La faccia superiore della coda grigio argentea presenta una leggera barratura. Il petto, da grigio chiaro a grigio, forma un evidente «cappuccio» che contrasta con il bianco del ventre non marcato, dei calzari e delle copritrici caudali inferiori. La faccia inferiore della coda è bianca con una debole barratura scura. Il colore dell'iride è giallo arancio.
Nella femmina il capo marrone presenta una striatura rossiccia camoscio sul vertice, sulla nuca e sulla guancia, le punte chiare delle piume del collare facciale formano un disco simile a quello dei gufi. Il dorso e le copritrici superiori dell'ala sono marrone; la striatura chiara della nuca si può estendere fino alla parte superiore del dorso. Una bordatura chiara sulle medie copritrici forma una sottile barra, simile a quella del nibbio, che attraversa la parte superiore dell'ala. Quando l'osservazione è ravvicinata, la faccia superiore delle remiganti marrone mostra una barratura scura. Le copritrici caudali superiori bianche formano un'ampia macchia. La faccia superiore della coda chiusa (timoniere centrali) presenta delle barre marrone e marrone scure della medesima larghezza e spesso una sfumatura grigiastra; le timoniere esterne hanno più barre di colore marrone e rossiccio camoscio. Le parti inferiori camoscio sono pesantemente marcate con fitte strie marrone sul petto e con gocce rossiccio marrone più piccole sul ventre, sui calzari e sulle copritrici caudali inferiori. Le parti inferiori dell'ala hanno le primarie chiare con una sottile barratura scura, le secondarie scure con due barre chiare che si estendono fino al corpo e le grandi e medie copritrici marcate di scuro; le piccole copritrici sono marcate di camoscio e di chiaro. Il colore dell'iride varia con l'età; negli individui più giovani (di 1 o 2 anni) è giallo con numerose macchiette marrone, tanto da apparire marroncino; le macchiette diminuiscono gradualmente fino a che l'occhio non diventa giallo uniforme, dai 4 ai 6 anni.

### Voce
Durante i voli migratori e al di fuori della stagione riproduttiva, l'albanella reale è silenziosa, ma diventa più rumorosa quando occupa il suo territorio di nidificazione.

## Biologia

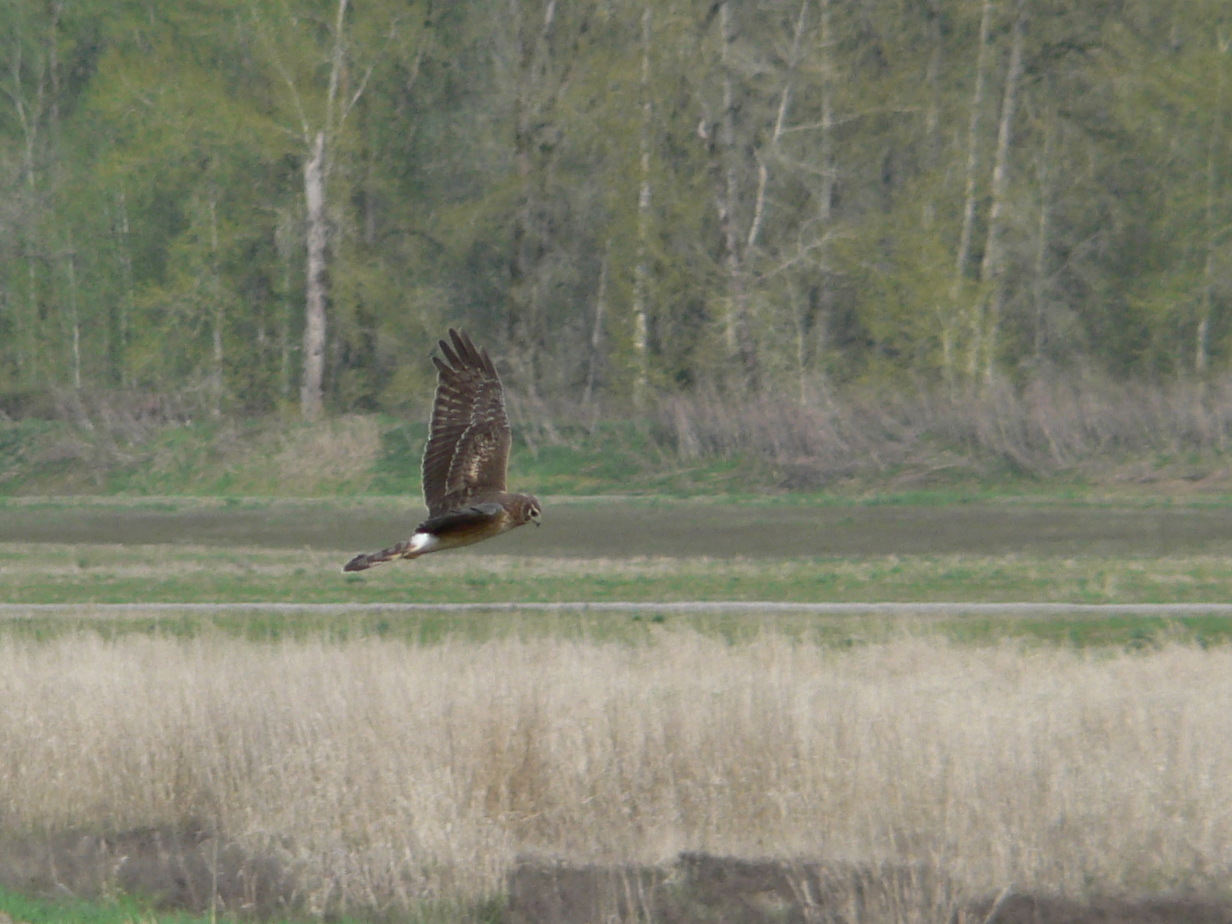
Femmina adulta.

Se la struttura del paesaggio si presta, l'albanella reale tende a riunirsi in piccole colonie. Per cacciare, questo rapace vola a un'altitudine molto bassa, guardando continuamente verso il basso, scandagliando tutti gli angoli, sorvolando le irregolarità del terreno, seguendo il contorno dei prati e scomparendo improvvisamente, per poi riapparire di nuovo, come se venisse dal nulla. Durante il periodo di nidificazione, si mostra molto aggressiva nei confronti dei suoi congeneri, attaccandoli senza esitazione. Se un intruso si avvicina al nido, gli adulti lo molestano in volo lanciando forti strilli.

### Volo
Il volo di caccia è quello tipico delle albanelle. Il volo battuto è caratterizzato da lenti battiti dell'ala morbida. Volteggia con le ali leggermente a «V»; normalmente scivola con ali a «V», ma spesso a «V» con la mano piatta.

### Alimentazione
Caccia alla maniera tipica delle albanelle perlustrando lentamente sopra diversi tipi di terreno, alla ricerca d'uccelli e di mammiferi. Solo raramente cattura rettili, insetti o uova d'uccelli. Mentre caccia, a volte si ferma e si libra con le zampe penzolanti per un secondo o più. I posatoi che preferisce sono i piccoli cespugli, piccoli rilievi, pali di recinzione, muretti a secco e il terreno.

### Riproduzione

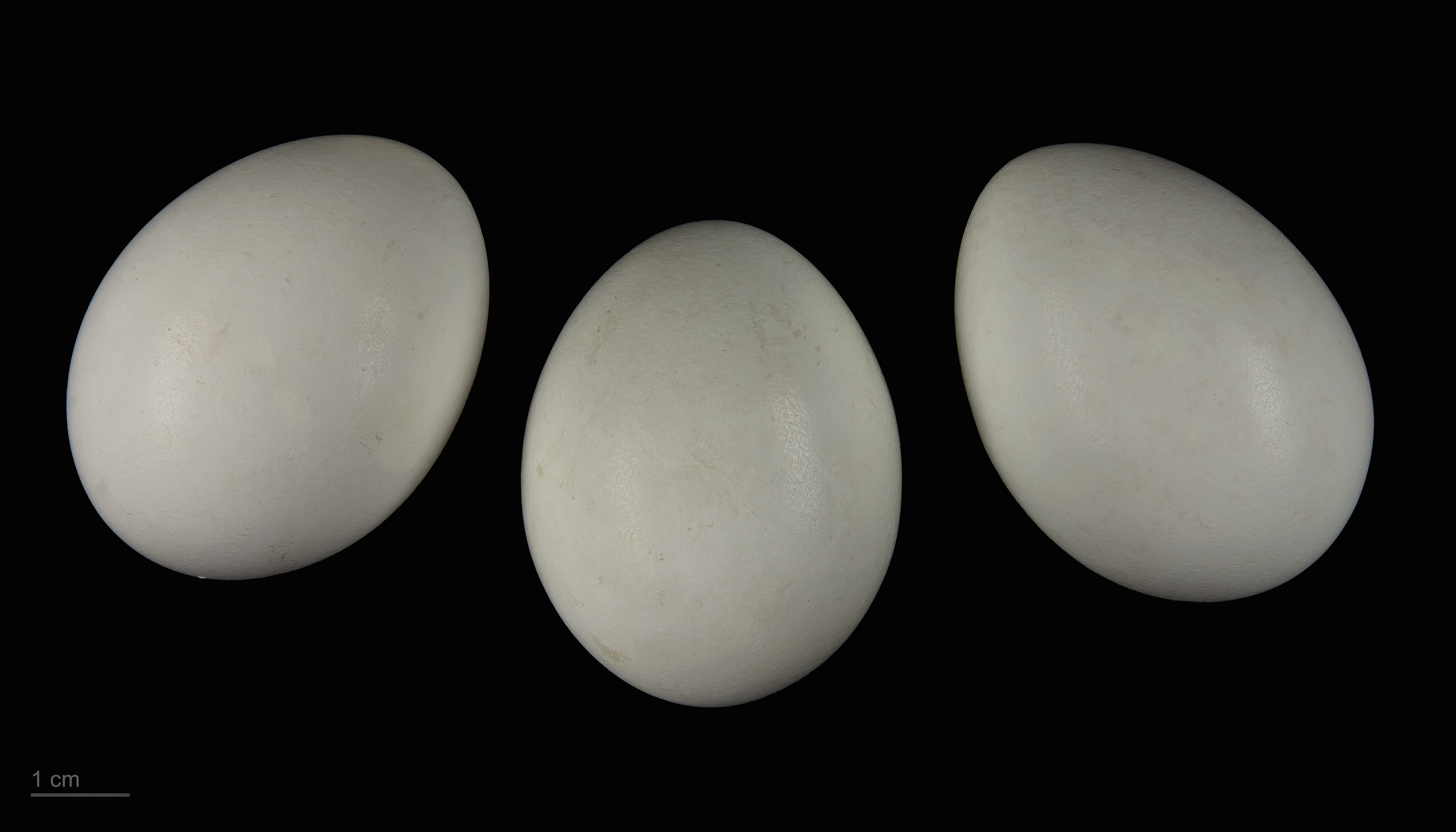
Circus cyaneus

In linea di massima l'albanella reale occupa lo stesso territorio di anno in anno. La femmina costruisce da sola l'intero nido, quasi sempre sul terreno, tra ginestre appiattite. Di solito per la costruzione utilizza erbe secche o piccoli rami secchi di ginestra. Verso la fine di aprile, la femmina depone da 4 a 6 uova bianco-bluastro chiaro. L'incubazione inizia dopo la deposizione del secondo o del terzo uovo ed è compito esclusivo della femmina, che, almeno inizialmente, non è sempre presente nel nido. Le prime uova iniziano a schiudersi dopo 29 o 30 giorni, ma ci vorranno altri 3 o 4 giorni prima che tutti i piccoli siano nati.

## Distribuzione e habitat

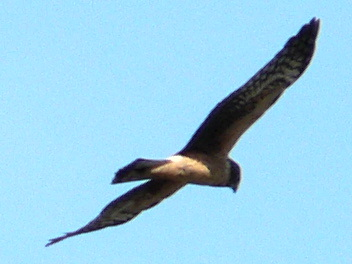
Giovane di un anno.

Frequenta habitat a prevalente vegetazione erbacea. Come le specie congeneri, nidifica al suolo fra le erbe alte, mentre per i voli di caccia predilige aree in cui la vegetazione è bassa o rada ed è più facile avvistare e catturare le prede. Infatti, gli avvistamenti di individui in alimentazione si concentrano nelle garighe costiere, su incolti e coltivi erbacei e sui pascoli montani, tra i 1000 e i 2000 metri di altitudine. Nel periodo internuziale forma dormitori notturni che possono trovarsi al suolo oppure su alberi o arbusti; in Italia sono noti assembramenti costituiti da poche unità fino ad alcune decine di individui sia all'interno di zone umide planiziali e costiere sia in aree incolte prevalentemente di pianura e bassa collina.
Specie a distribuzione paleartica, occupa un areale che si estende dall'Irlanda alla Kamčatka. Le popolazioni migratrici svernano in Europa occidentale e meridionale e, in Asia, dalla penisola anatolica attraverso Iran, Pakistan, India e Indocina settentrionali fino alla Cina orientale e al Giappone. Le popolazioni del dominio climatico temperato-fresco sono localmente residenti.

## Conservazione
La diminuzione della specie è dovuta soprattutto alla scomparsa e alla trasformazione degli habitat di riproduzione, alla persecuzione diretta o alla distruzione dei nidi.
La valutazione della IUCN, lista rossa italiana è: Non Applicabile (NA) in quanto la nidificazione della specie in Italia è irregolare (Brichetto & Fracasso 2003).
Le minacce principali degli uccelli rapaci:
- riduzione degli habitat idonei alla nidificazione.
- avvelenamento primario (ingestione di bocconi avvelenati)
- avvelenamento secondario in particolare da pesticidi, topicidi (usati in agricoltura e dai privati), piombo (usato nella caccia).
- bracconaggio.
- elettrocuzione (impatto con i cavi delle linee elettriche).
- impatto con pale eoliche.